# Skútr

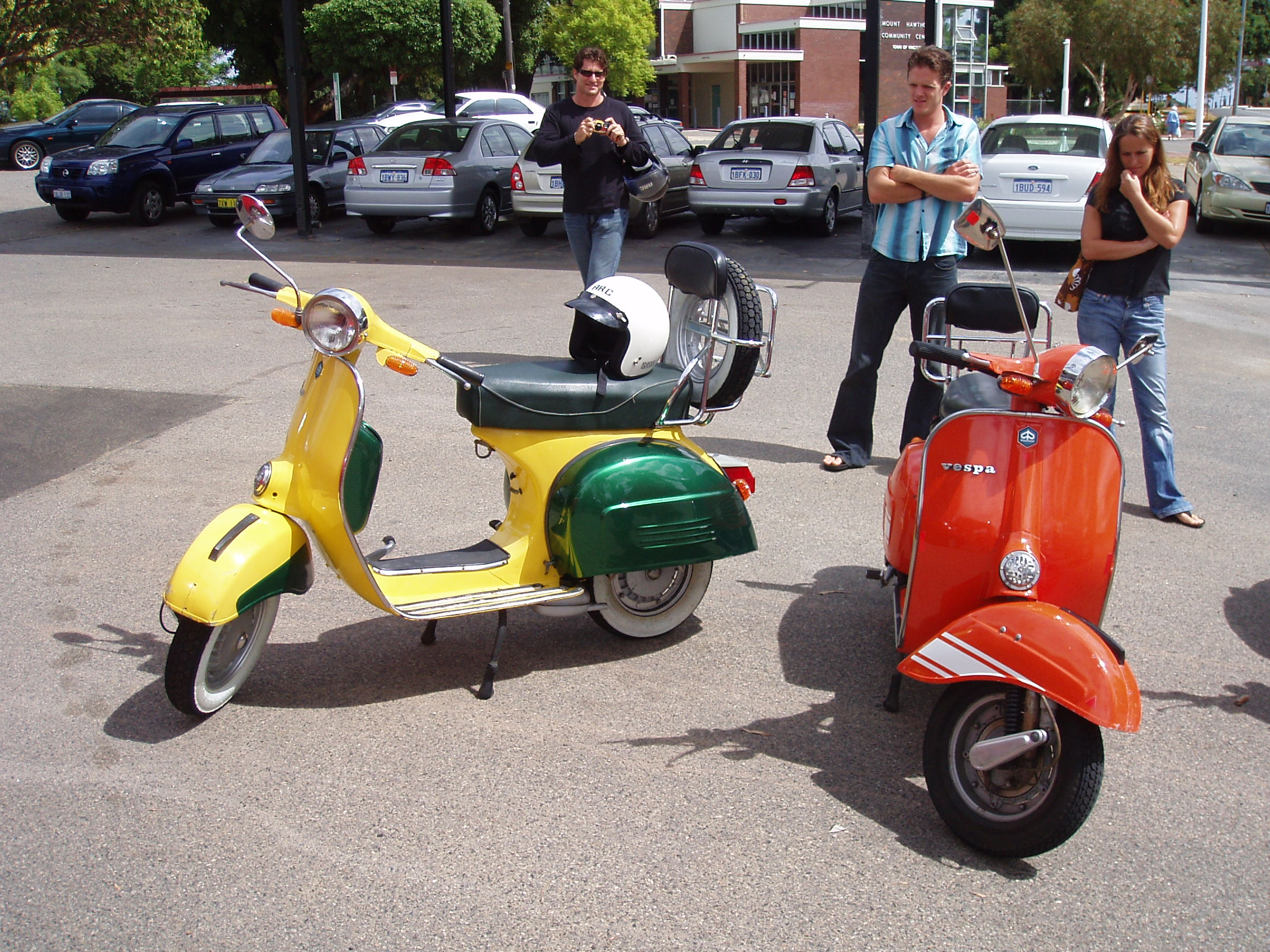
Skútry Vespa

Skútr (z angl. scooter, koloběžka) je jednostopé vozidlo podobné motocyklu, charakteristické malými koly, nízkoobjemovým motorem (obvykle 50 až 125 cm³), případně elektromotorem, a částečnou kapotáží s podlážkou, bez horní části rámu. Podlážka není nezbytná, zejména skútry vyšších kubatur ji nemají a vzhledově se blíží kapotovanému motocyklu. Řidič nesedí obkročmo, nýbrž snožmo jako na židli. Běžně je dnes vybaveno variátorem a automatickou spojkou. Obvykle slouží jako přepravní prostředek na krátké vzdálenosti – typicky v rámci obce. Horní třídu skútrů tvoří velké cestovní skútry s objemem motoru 250 až 650 cm³ a s výkony 20 až 55 koní.

## Historie

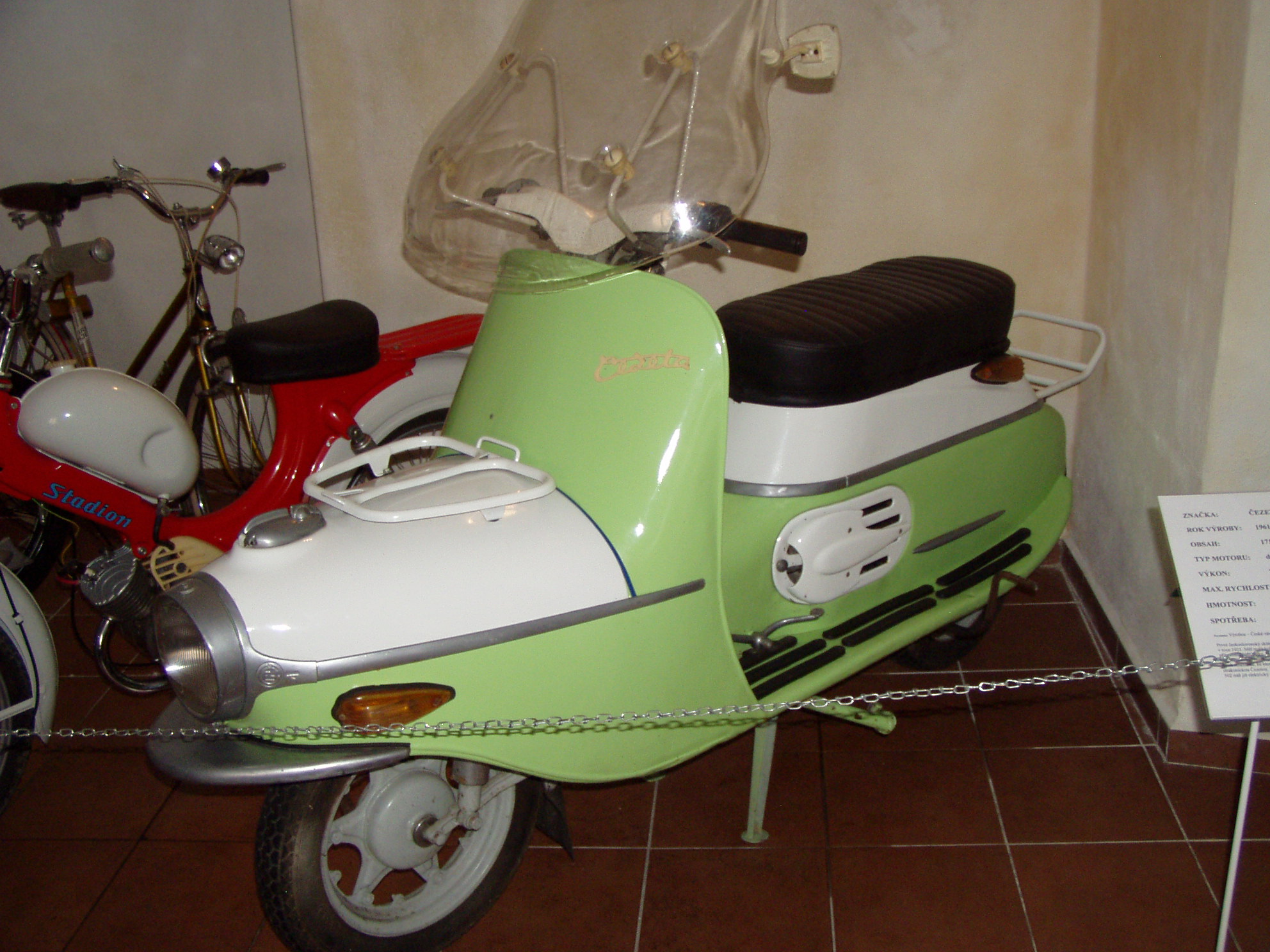
Skútr ČZ 502 Čezeta

Prvním masově vyráběným skútrem se stala Vespa z italské továrny Piaggio, která udala směr dalšího vývoje tohoto specifického vozidla. Její tvary jsou i v dnešní době hojně vyhledávány a mnoho výrobců se uchýlilo k tvorbě retro modelů, které legendární Vespu alespoň vzdáleně připomínají. Vespa se vyráběla s manuálním řazením, v 90. letech byly moderní typy vybaveny variátorem.
Design skútrů ČZ 501 Čezeta (1957) se stal ikonickým v celé východní Evropě, Rusku, Vietnamu a na Kubě, Čezeta se tak stala Vespou těchto republik. Avšak ještě čistší design měly skútry Manet S-100 , Manet S-125 a Tatran S-125 z Považských strojární . Měly sice menší výkon, ale byly vhodnější a obratnější do města.  V roce 2018 začala sériová výroba nového typu elektroskútru Čezeta 506.

## Nástup skútrů

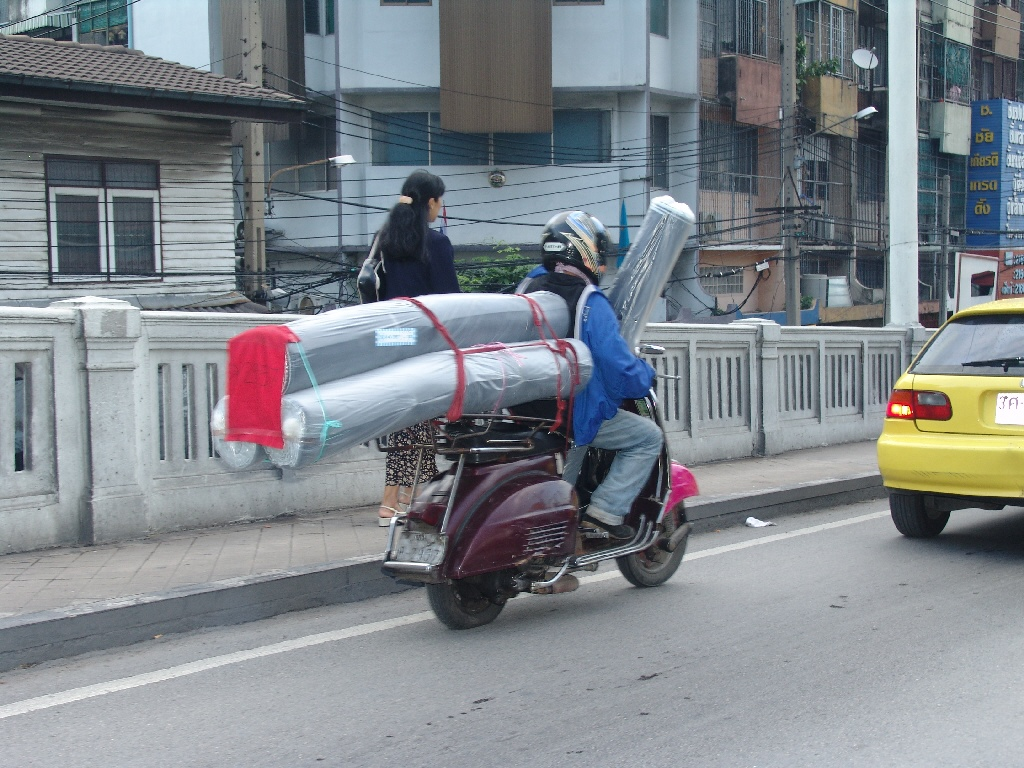
Bangkok: skútr v městském provozu

Skútry se velmi rychle uchytily především ve městech, kde díky svým malým rozměrům a minimální údržbě dokážou svým majitelům věrně sloužit po mnoho let. Standardní konstrukce počítá s místem pro 2 jezdce, pod sedadlem je obvykle schránka, do které se vejde přilba, nebo nákup. Většina skútrů dále může být vybavena nosičem na zavazadla a kufrem. Výhodou je také rovná podlaha na rozměrnější zavazadla. Zvláště v Asii jsou skútry často využívány jako rodinný dopravní prostředek.

## Motor

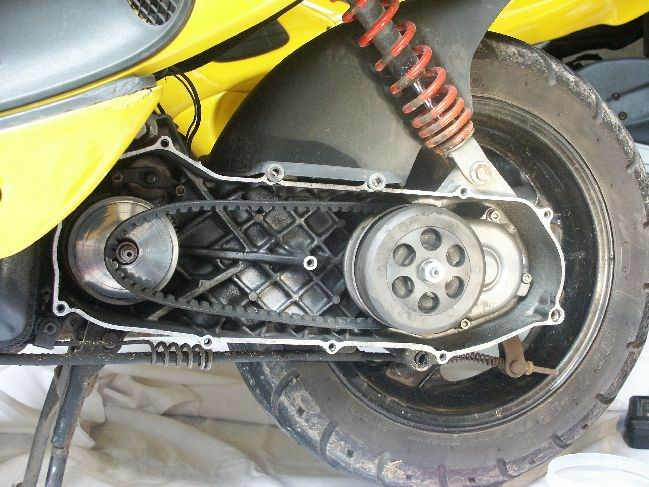
Variátor skútru

Nejčastěji využívaným motorem je vzduchem chlazený dvoutakt o objemu 50 cm³. Kdo má vyšší nároky na výkon, sáhne určitě po kapalinou chlazené verzi. Po roce 2013 jsou standardem skútry s motorem 125 cm³, které se smí řídit s řidičským oprávněním skupiny B (osobní automobil). Výhodou skútru s dvoudobým motorem je také oddělené mazání, které odbourává nutnost míchat do směsi olej, to se děje automaticky, uživatel pouze dolije olej do nádobky, která je pod sedlem. Komu vadí charakteristická vůně a zvuk dvoutaktu, může sáhnout po větším čtyřtaktním motoru o objemu 125 - 650 cm³. O přenos síly motoru na zadní kolo se stará důmyslný systém nazvaný variátor. Ten používá dvou řemenic, které jsou spojeny řemenem. Tento způsob převodu funguje naprosto automaticky, jeho princip je velmi jednoduchý a bezúdržbový, je pouze potřeba pravidelně kontrolovat stav válečků a řemene. V rámci ekologie bývá již i do skútrů implementován systém start/stop snižující spotřebu i emise výfukových plynů.

## Elektrický skútr

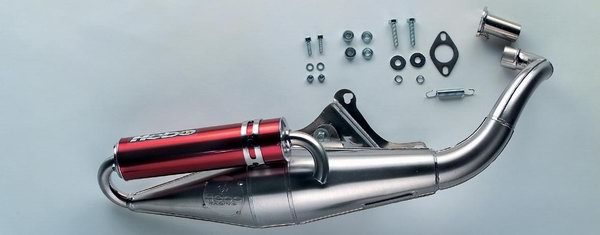
Laděný výfuk je základ tuningu

Rozšiřuje se rovněž nabídka elektricky poháněných skútrů a to především v segmentu původně nižších objemů. Elektrický skútr jako každé podobné vozidlo (elektromobil) na bázi elektrické trakce používá elektrický motor, regulátor či invertér pro střídavé napětí, baterie a nabíječku (může být i vně skútru). Výhodou tohoto řešení je výrazné snížení emisí a hluku. Z hlediska jízdních vlastností je asi nejzajímavější lineární akcelerace (samozřejmě pouze do úrovně maximálního výkonu motoru, který je typicky kolem 3-6 kW, poté akcelerace hyperbolicky klesá) a možnost rekuperace, tedy dobíjení při brzdění u pokročilejších skútrů. Důležité jsou úspory na provozních nákladech z důvodu nízké údržby. Nevýhodou tohoto pohonu je kratší akční rádius, který se však s moderní baterií typu li-ion/polymer, NiMH pohybuje i nad 100 km. Moderní li-ion/polymer, NiMH akumulátory s počítačem řízenou ochranou provozu mají vysokou cyklovatelnost kolem 1500-2000 částečných cyklů (45-85% SOC) pro technologii li-ion a podobné množství plných cyklů pro NiMH. Z toho důvodu se finanční úspora elektrifikovaného provozu zobrazí až po delším nájezdu, palivo v podobě baterie se pořizuje předem. Akční rádius je možné rozšířit příležitostným dobíjením během dne. Síť veřejných nabíjecích stanic je zatím nejsilnější v evropských německy mluvících zemích. Často ale není třeba brát na ni příliš zřetel, protože mnoho modelů umožňuje baterii vyjmout a dobít v soukromých podmínkách.

## Tuning
Díky tomu, že skútr mohou sedlat řidiči od 15 let věku, je tuning skútrů velmi vyvinutým odvětvím. Ze zákona je patnáctiletý řidič povinen mít skútr, který je omezen na maximální rychlost 45 km/h. To samozřejmě nestačí, tudíž přichází na řadu výrobci a prodejci tuningových dílů, takto upravený skútr pak dokáže vyvinout rychlost okolo 110 km/h. U dvoutaktů je nejčastější úpravou výměna výfuku za laděný, dále lze zvětšit objem válce z 50 na 70 cm³ a vyměnit můžete i variátor, či stálý převod. Tuning se nevyhýbá ani čtyřtaktním maxiskútrům, kde lze taktéž zvyšovat objemy válců a tím i výkon motoru.
S patřičným efektem lze tunit pouze dvoudobé motory, u čtyřdobých je dosažený efekt méně výrazný vzhledem k investovaným nákladům. Skútr i každé jiné vozidlo po provedení tuningu zpravidla nesplňuje podmínky pro provoz na veřejných komunikacích, protože se neshoduje se schváleným typem. Zejména po změně zdvihového objemu motoru, změnou výfuku a dalšími změnami v konstrukci. Po tuningu může v případě dopravní nehody nastat problém s plněním ze strany pojišťovny a hrozí i další právní komplikace.

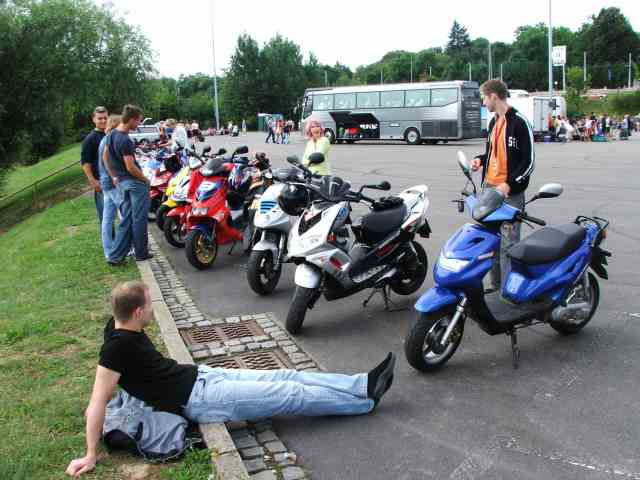
Scooter komunita

## Scooter komunita
Protože velcí motorkáři zpravidla skútry přehlížejí, vedlo to ke vzniku samostatné scooter-komunity. Na webu najdete skútr fórum, kde vám uživatelé poradí, pokud něco potřebujete. Velmi oblíbené jsou i scooter srazy, kde se obvykle závodí ve sprintu, nebo jiných soutěžích. Jedním z doposud největších skútr srazů v Česku je bezesporu Skútr Šňůra, která v roce 2018 oslaví svůj 15. ročník. O tomto srazu je možné se dozvědět na stránkách samotného organizátora skutrsnura.cz. Výjimkou nejsou závody skútrů na okruhu, kde je boj o přední umístění mnohdy stejně tvrdý jako v moto GP. Dále můžete narazit na spoustu skútr klubů, kde najdete lidi, se kterými si můžete vyjet na vyjížďku.

## Sdílení skútrů
Po roce 2015 začíná docházet také k rozvoji systémů sdílených skútrů podobných systémům sdílení aut, elektrokol, elektrokoloběžek a dalších dopravních prostředků mikromobility. V roce 2019 představovala v globálním měřítku asi nejvýznamnější systém indická firma Bounce původně z města Bangalore, která začala se sdílením skútrů se spalovacím motorem a postupně se začíná přeorientovávat i na skútry elektrické. Analýze stavu sdílených systémů se věnuje zpráva německé společnosti Unu Motors z roku 2019.
Sdílené elektrické skútry v Česku poskytovaly od roku 2019 nejprve dvě společnosti: Revolt (někde uváděn jako Re.volt) a BeRider. Revolt kromě elektroskútrů nabízel i sdílené elektrické motocykly a automobily. V květnu roku 2021 však společnost oznámila ukončení svých služeb v důsledku nedostatku prostředků na zajištění provozu. Podobně skončil i BeRider, projekt Škoda Auto DigiLabu. Od roku 2020 se nabídka sdílených elektroskútrů v Česku rozšířila o polskou značku blinkee.city. Její čeští provozovatelé založili v květnu roku 2023 společnost Three Antees s.r.o., elektroskútry blinkee.city převzali a začali provozovat pod značkou Antees. Do své flotily také od Škoda Auto DigiLabu nakoupili vozidla BeRideru.